# 중국장애인예술단
중국장애인예술단 또는 중국잔질인예술단은 중화인민공화국의 장애인 예술단이다.

## 구성

### 해외공연팀, 국내공연팀, 수습단원
- 중국인 예술단은 153명의 장애인들로 구성되어있다.
- 단원들은 평상시에도 시각장애인과 청각장애인이 2인 1조가 되어 움직인다.

## 작품

### 황토황
- 황토고원을 무대로 황허문명의 창조과정을 재현한 작품이다.
  - 배우전원이 청각장애인으로 구성된다.
  - 한 줌의 황토만 있어도 살아갈 수 있듯이 인간의 장애 역시 의지로 극복할  수 있다는 의미를 담고있다.

### 봄을 보러가자
- 봄을 보고 싶어하는 사각장애인들의 염원을 표현한 작품이다.
  - 시각장애음악가들로 구성된다.
  - 시각장애인들의 필수품인 지팡이를 무대의 소도구로 변형하고, 몸을 줄로 묶인안무를 구성함으로써 '장애'를 '예술'로 승화한다.

### 외로운 양치기
- 영화 '사온드 오브 뮤직(Sound of Music)' 중에서 중국의 전통악기와 현대악기가 결합된 장애인 예술단의 퓨전 연주이다.

### 천수관음
청각장애인 21명이 천수천안관세음보살을 묘사한 공연이다. 

## 예술단 청소년팀
- 천수관음 안무를 훈련받기 전, 여러 장르의 댄스 공연을 전담하는 청소년 팀이다.

## 무대

### 제 13회 장애인 올림픽 개막식
- 2008년 9월 6일 개막식을 장식했다.
- 양하이타오(시각장애인)의 파라다이스 독창과 진양휘(선천성 시각장애인/ 음악감독)의 쇼팽 피아노 연주와 최연소 무용수인 왕이메이(청각장애인/ 11살)의 무대 등으로 개막식을 장식했다.